# Хёгберг, Андерс
Андерс Хёгберг (швед. Anders Högberg; 9 апреля 1976 года, Шеллефтео) — шведский лыжник, призёр этапов Кубка мира, лучших результатов добивался в спринтерских гонках.  

## Карьера
В Кубке мира Хёгберг дебютировал в 23 ноября 1996 года, в декабре 2002 года первый раз в своей карьере попал в тройку лучших на этапе Кубка мира, в эстафете. Всего имеет на своём счету 5 попаданий в тройку лучших на этапах Кубка мира, 2 в эстафете и 3 в спринте. Лучшим результатом Хёгберга в общем итоговом зачёте Кубка мира является 30-е место в сезоне 2003/04.
За свою карьеру принимал участие в двух чемпионатах мира, лучший результат — 5-е место в спринте на чемпионате мира 2001 года в Лахти.
Использует лыжи производства фирмы Fischer, ботинки и крепления Salomon.